# Le Roi des elfes (nouvelle)
Le Roi des elfes (titre original : The King of the Elves) est une nouvelle de fantasy écrite par Philip K. Dick et publiée originellement dans le numéro de septembre 1953 du magazine Beyond Fantasy Fiction.

## Résumé
La nouvelle raconte l'histoire de Shadrach Jones, vieux propriétaire d'une station service dans la ville fictive de Derryville, Colorado, le long d'une ancienne autoroute délabrée. Une nuit, alors qu'il compte sa recette de la journée, suffisante pour son style de vie modeste, il aperçoit à l'extérieur des elfes en piteux état, debout sous la pluie en face de son magasin. Les invitant dans sa maison, il apprend qu'ils sont en fait tout une armée accompagnant leur roi, lui-même malade et ayant besoin de repos. Ils lui apprennent qu'ils sont en guerre contre les trolls. Shadrach leur permet de dormir dans la chambre alors qu'il dormira dans son salon.
Pendant la nuit, Shadrach se sent stupide de croire en l'existence des elfes. En retournant vérifier la réalité de la situation, il constate que le roi des elfes est mort dans son lit, mais que sa dernière volonté auprès de ses sujets est que Shadrach soit leur nouveau roi, et qu'il les mène au combat contre les trolls. Shadrach se regarde dans un miroir et constate son visage vieillissant. Le lendemain, Shadrach raconte à son ami Phineas Judd qu'il a maintenant un statut royal, et d'ici la fin de la journée, toute la communauté locale est au courant des nouvelles. Ses amis se questionnent, à savoir s'il croit réellement être un roi, pourquoi il raconte cela, ou s’il essaie d'attirer des clients à sa station service.
Cette nuit-là, un elfe messager vient à Shadrach et lui dit qu'une stratégie doit être mise en place contre les trolls, et ce à une réunion qui aura lieu le même soir sous le grand chêne sur la propriété de Phineas. Shadrach commence à reconsidérer la situation, il pense à ses clients qui viendront le lendemain, et les opinions de ses pairs sur lui sont peu flatteuses. Il suggère aux elfes de se choisir un autre comme roi. Pourtant, il s'engage à assister à la réunion. Quand il se présente à l'heure convenue, le temps froid l'agace et il croise Phineas, sur le chemin de son domicile. Lorsque celui l'invite à l'intérieur, Shadrach accepte et, se mettant confortablement à son aise en se remémorant leur longue amitié, il en oublie son engagement auprès des elfes. Sur le conseil de Phineas, Shadrach décide de rentrer à la maison afin d'être bien au chaud et « confortable ». Alors que Phineas raccompagne Shadrach, ce dernier réalise, à la lumière du clair de lune, qui Phineas est un troll, bestial et inhumain.
Phineas attaque Shadrach alors que des légions de trolls sortent de l'ombre. Shadrach appelle à l’aide tout en attaquant les trolls du mieux qu'il peut. Les elfes eux se précipitent à son secours. En fin de compte, Shadrach a combattu de manière efficace et tué de nombreux trolls, y compris Phineas. Les elfes révèlent que Phineas était en fait le Grand Troll et sont impressionnés qu'il soit vaincu. Alors que les trolls sont en déroute, Shadrach souhaiterait retourner à sa vie d'humble pompiste, et les elfes respectent son choix. Mais à la vue de sa maison et station service délabrée, il revient sur sa décision et accepte son statut de roi des Elfes.

## Adaptation en film
À la fin des années 2000, Walt Disney Pictures travaille sur une version 3D du film intitulée Le Roi des elfes. Annoncé en avril 2008, le film devait à l'origine être réalisé par Aaron Blaise et Robert Walker (en), et produit par Chuck Williams. À l'origine prévu pour une sortie en 2012, le projet de film a été gelé en décembre 2009. En juillet 2010, il fut annoncé par diverses sources que Le Roi des elfes était de retour en développement et il serait dirigé par Chris Williams, réalisateur de Volt, star malgré lui. Le nouveau réalisateur a été confirmé en juin 2011, ainsi qu'un nouveau scénariste, Michael Markowitz.